# Joué-du-Plain
Joué-du-Plain est une commune française, située dans le département de l'Orne en région Normandie, peuplée de 237 habitants.

## Géographie
La commune est aux confins de la plaine d'Argentan et du pays d'Houlme. Son bourg est à 3 km au sud d'Écouché, à 10 km au nord-est de Rânes, à 11 km au sud-ouest de Argentan et à 15 km au nord de Carrouges.
L'Udon, affluent de l'Orne traverse la commune.
| Sevrai                         | Sevrai, Écouché-les-Vallées (comm. dél. d'Écouché) | Écouché-les-Vallées (comm. dél. de Loucé) |
| Sevrai, Saint-Brice-sous-Rânes | Joué-du-Plain                                      | Avoine                                    |
| Saint-Brice-sous-Rânes, Rânes  | Vieux-Pont                                         | Avoine                                    |

### Hydrographie
La commune est située dans le bassin Seine-Normandie. Elle est drainée par l'Udon, le ruisseau de Gosu, le fossé 01 de la Hersandière, le fossé 01 du Ménil Martel, le fossé 01 du Moulin de Chanlelou, le ruisseau du Poncey, l'Udon et divers autres petits cours d'eau.
L'Udon, d'une longueur de 28 km, prend sa source dans la commune de Chahains et se jette  dans l'Orne en limite de Sevrai et d'Écouché-les-Vallées, après avoir traversé dix communes. Les caractéristiques hydrologiques du Loison sont données par la station hydrologique située sur la commune d'Écouché-les-Vallées. Le débit moyen mensuel est de 1,44 m3/s. Le débit moyen journalier maximum est de 20,2 m3/s, atteint lors de la crue du 28 décembre 1999. Le débit instantané maximal est quant à lui de 25,7 m3/s, atteint le 26 mars 2006.

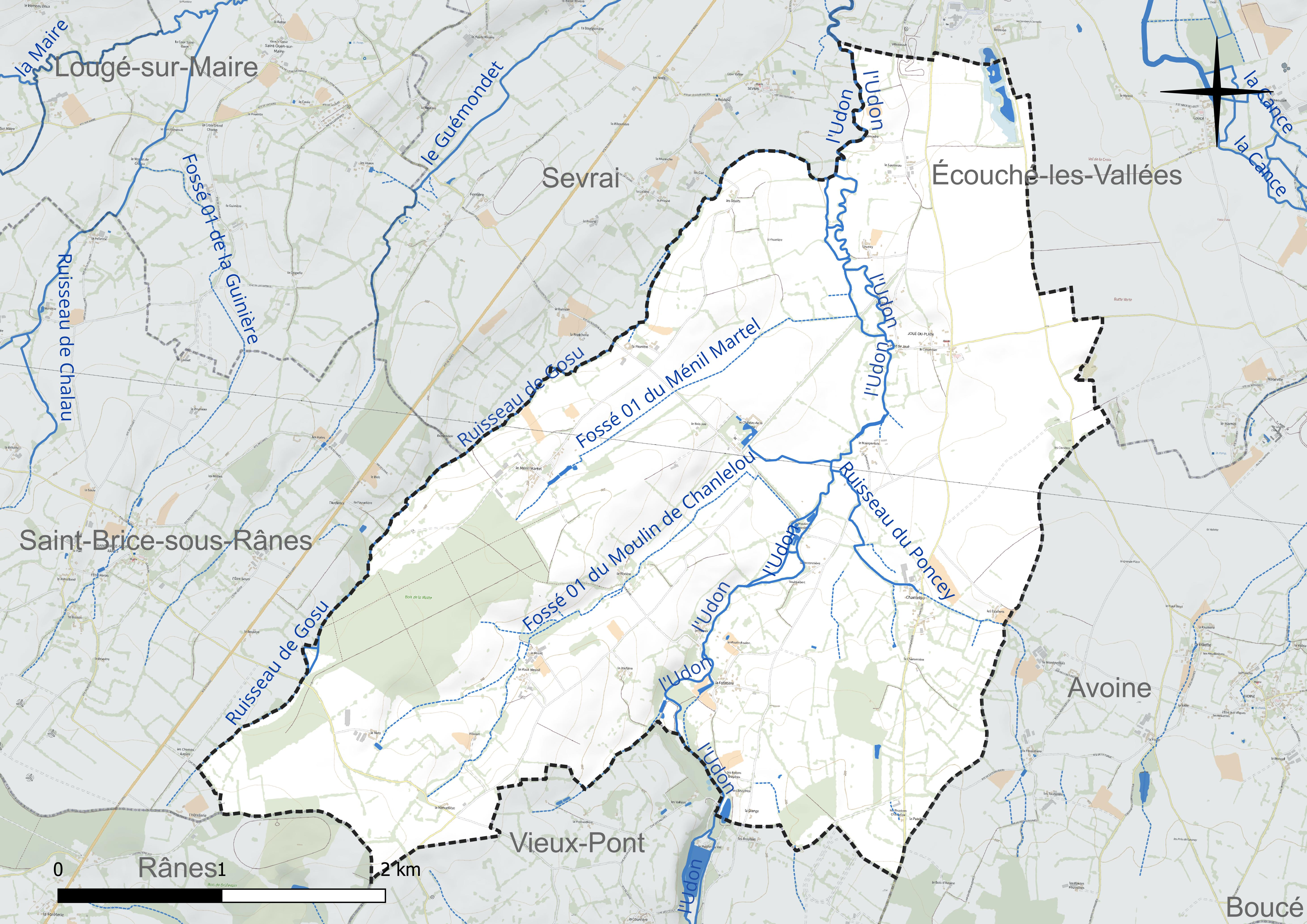
Réseau hydrographique de Joué-du-Plain.

### Climat
Pour des articles plus généraux, voir Climat de la Normandie et Climat de l'Orne.
En 2010, le climat de la commune est de type climat océanique altéré, selon une étude du CNRS s'appuyant sur une série de données couvrant la période 1971-2000. En 2020, Météo-France publie une typologie des climats de la France métropolitaine dans laquelle la commune est exposée à un climat océanique et est dans la région climatique Normandie (Cotentin, Orne), caractérisée par une pluviométrie relativement élevée (850 mm/a) et un été frais (15,5 °C) et venté. Parallèlement le GIEC normand, un groupe régional d’experts sur le climat, différencie quant à lui, dans une étude de 2020, trois grands types de climats pour la région Normandie, nuancés à une échelle plus fine par les facteurs géographiques locaux. La commune est, selon ce zonage, exposée à un « climat contrasté des collines », correspondant au Bocage normand, bien arrosé, voire très arrosé sur les reliefs les plus exposés au flux d’ouest, et frais en raison de l’altitude.
Pour la période 1971-2000, la température annuelle moyenne est de 10,4 °C, avec une amplitude thermique annuelle de 13,4 °C. Le cumul annuel moyen de précipitations est de 773 mm, avec 12,7 jours de précipitations en janvier et 7,6 jours en juillet. Pour la période 1991-2020, la température moyenne annuelle observée sur la station météorologique la plus proche, située sur la commune d'Argentan à 10 km à vol d'oiseau, est de 11,1 °C et le cumul annuel moyen de précipitations est de 691,9 mm,. Pour l'avenir, les paramètres climatiques de la commune estimés pour 2050 selon différents scénarios d’émission de gaz à effet de serre sont consultables sur un site dédié publié par Météo-France en novembre 2022.

## Urbanisme

### Typologie
Au 1er janvier 2024, Joué-du-Plain est catégorisée commune rurale à habitat très dispersé, selon la nouvelle grille communale de densité à sept niveaux définie par l'Insee en 2022.
Elle est située hors unité urbaine. Par ailleurs la commune fait partie de l'aire d'attraction d'Argentan, dont elle est une commune de la couronne,. Cette aire, qui regroupe 50 communes, est catégorisée dans les aires de moins de 50 000 habitants,.

### Occupation des sols
L'occupation des sols de la commune, telle qu'elle ressort de la base de données européenne d’occupation biophysique des sols Corine Land Cover (CLC), est marquée par l'importance des territoires agricoles (92,4 % en 2018), en augmentation par rapport à 1990 (91,6 %). La répartition détaillée en 2018 est la suivante : 
prairies (47,7 %), terres arables (40,2 %), forêts (7,5 %), zones agricoles hétérogènes (4,5 %), mines, décharges et chantiers (0,2 %). L'évolution de l’occupation des sols de la commune et de ses infrastructures peut être observée sur les différentes représentations cartographiques du territoire : la carte de Cassini (XVIIIe siècle), la carte d'état-major (1820-1866) et les cartes ou photos aériennes de l'IGN pour la période actuelle (1950 à aujourd'hui).

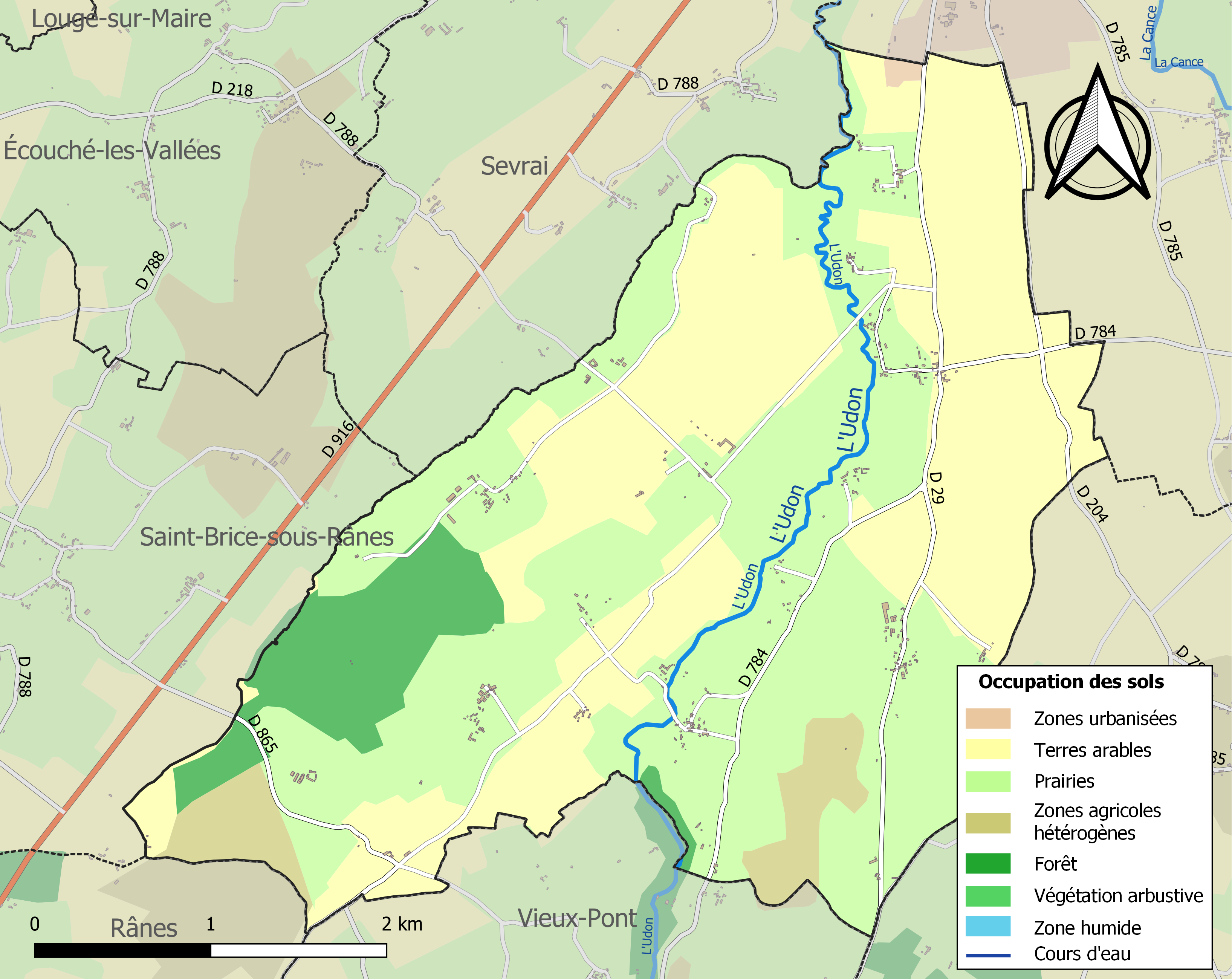
Carte des infrastructures et de l'occupation des sols de la commune en 2018 (CLC).

## Toponymie
Le nom de la localité est attesté sous la forme Joé de Plano en 1335.
Le toponyme serait issu de l'anthroponyme latin/gallo-roman Gaudius.
Du plain (ancien français, « de la plaine ») le distingue de Joué-du-Bois dès le Moyen Âge.
Le gentilé est Juvéplanien.

## Histoire
(décembre 2015).
Au XVIe siècle, les patronymes connus des seigneurs de la Motte furent successivement, par suite de mariages : Le Lièvre (d'où le toponyme la Motte au Lièvre donné au château à cette époque), de Villers (1558), Bouquetot et Montgommery.
Dans la première moitié du XVIIe siècle, le fief de la Motte appartenait encore à la famille de Montgommery, seigneurs convertis très tôt au protestantisme. Ces derniers — profitant des dispositions de l'édit de Nantes, signé en 1598 par Henri IV — laissaient les protestants suivre leur religion. À la même période, sur le fief dénommé Mesnil-Martel, proche de la Motte — mais appartenant à de Frotté, seigneur de Vieux-Pont, Couterne… puis à du Monnier — existait un temple où les réformés de l'endroit, d'Écouché et des environs pouvaient pratiquer la nouvelle religion. Le « ministre du Mesnil en Joué-du-Plein » (pasteur) vers 1678 se nommait Galand.
Au milieu du XVIIe siècle, le domaine de la Motte, situé sur la paroisse de Joué-du-Plain, fut acheté à Jean de Montgommery (fils de Jacques II de Montgommery, baron d'Escouché) par la veuve de Nicolas Ango (seigneur de Beaumont-les-Maizerets, conseiller au parlement de Normandie siégeant à Rouen).
Après la révocation de l'édit de Nantes par Louis XIV en 1685, le temple fut détruit et les biens attachés au temple furent, après diverses péripéties, achetés par Jean-Baptiste Ango (fils de Nicolas Ango), seigneur de la Motte. Il s'engageait à restaurer une chapelle catholique et par la même occasion chercha aussi à agrandir son domaine.  Ce même Jean-Baptiste Ango, conseiller en la Grand'Chambre du parlement de Normandie comme son père, sollicita donc de Louis XIV l'érection de sa terre en marquisat. Cela lui fut octroyé en 1693 sous la dénomination de « marquisat de la Motte-Lézeau » (le premier marquis est donc connu ainsi : « Jean-Baptiste Ango de la Motte-Lézeau »). La baronnie d'Écouché fut absorbée par ce nouveau marquisat au XVIIIe siècle ; ainsi le fils du premier marquis fut « marquis de la Motte-Lézeau et baron d'Écouché ».
En prévision des états généraux convoqués au château de Versailles par le roi Louis XVI, un « cahier de doléances, vœux et remontrances de l'ordre du clergé » est rédigé en mars 1789. Le curé de Joué du Plain, Me Ferault, en est signataire.
L'affaire criminelle Pierre Lemarchand se déroule à Joué-du-Plain en 1823, jugée le 17 juillet 1863 à la cour d'assises de l'Orne. Celle d'Émile Buffon se déroule entre le château de la Motte et la ferme de la Mancelière le 16 juin 1944.

## Politique et administration
| Période                                  | Période       | Identité          | Étiquette | Qualité                         |
| ---------------------------------------- | ------------- | ----------------- | --------- | ------------------------------- |
| 1971                                     | novembre 2003 | Michel Boulier    | SE        | Agriculteur                     |
| décembre 2003                            | En cours      | Hubert Christophe | DVD       | Agriculteur, conseiller général |
| Les données manquantes sont à compléter. |               |                   |           |                                 |

Le conseil municipal est composé de onze membres dont le maire et deux adjoints.

## Démographie
L'évolution du nombre d'habitants est connue à travers les recensements de la population effectués dans la commune depuis 1793. Pour les communes de moins de 10 000 habitants, une enquête de recensement portant sur toute la population est réalisée tous les cinq ans, les populations de référence des années intermédiaires étant quant à elles estimées par interpolation ou extrapolation. Pour la commune, le premier recensement exhaustif entrant dans le cadre du nouveau dispositif a été réalisé en 2007.
En 2022, la commune comptait 237 habitants, en évolution de −6,69 % par rapport à 2016 (Orne : −3,21 %, France hors Mayotte : +2,11 %).
Joué-du-Plain a compté jusqu'à 970 habitants en 1806.
| 1793 | 1800 | 1806 | 1821 | 1836 | 1841 | 1846 | 1851 | 1856 |
| ---- | ---- | ---- | ---- | ---- | ---- | ---- | ---- | ---- |
| 945  | 901  | 970  | 840  | 846  | 811  | 806  | 754  | 688  |

| 1861 | 1866 | 1872 | 1876 | 1881 | 1886 | 1891 | 1896 | 1901 |
| ---- | ---- | ---- | ---- | ---- | ---- | ---- | ---- | ---- |
| 612  | 617  | 588  | 572  | 571  | 511  | 461  | 447  | 411  |

| 1906 | 1911 | 1921 | 1926 | 1931 | 1936 | 1946 | 1954 | 1962 |
| ---- | ---- | ---- | ---- | ---- | ---- | ---- | ---- | ---- |
| 421  | 408  | 344  | 335  | 323  | 315  | 300  | 284  | 247  |

| 1968 | 1975 | 1982 | 1990 | 1999 | 2006 | 2007 | 2012 | 2017 |
| ---- | ---- | ---- | ---- | ---- | ---- | ---- | ---- | ---- |
| 226  | 200  | 201  | 182  | 203  | 245  | 251  | 251  | 255  |

| 2022 | - | - | - | - | - | - | - | - |
| ---- | - | - | - | - | - | - | - | - |
| 237  | - | - | - | - | - | - | - | - |

## Lieux et monuments

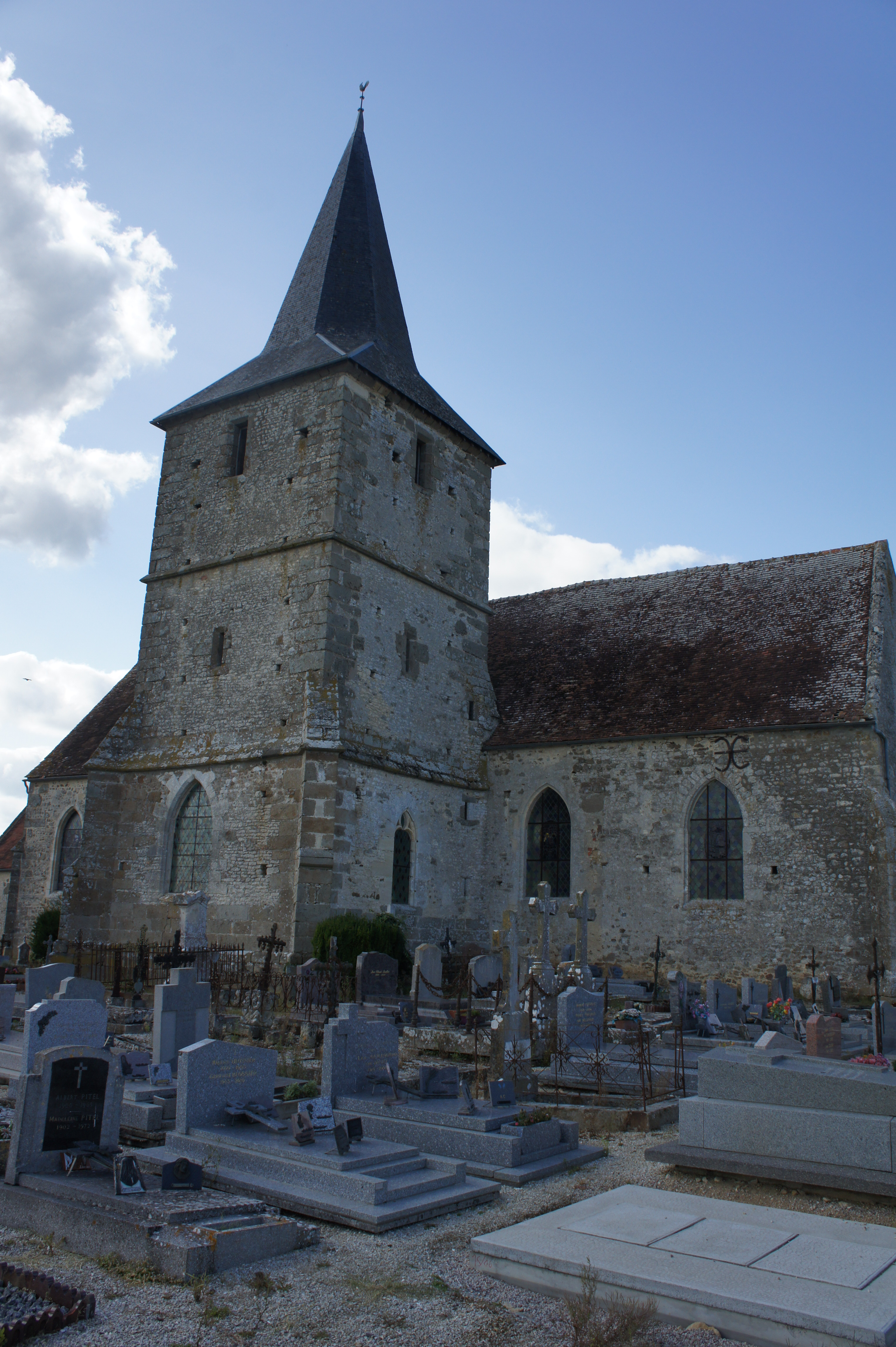
L'église Saint-Gervais-Saint-Protais de Joué-du-Plain.

- L'église Saint-Gervais-Saint-Protais du XVe siècle abrite un maître-autel, trois retables, un bas-relief et plusieurs statues classés à titre d'objets aux monuments historiques[33].

### Le château de la Motte
Le château de la Motte est un château d'architecture XVIIIe siècle recelant des vestiges historiques comme une motte castrale, une ancienne glacière, des douves ou un belvédère visible depuis la route. Son existence est attestée dans une lettre de 1217 où le seigneur d'alors demande la vassalité auprès de Philippe II Auguste.

## Personnalités liées à la commune
- Les seigneurs de la Motte et du Mesnil-Martel, en particulier : Jean-Baptiste Ango, marquis de la Motte-Lézeau (1693).
- Louis David-Deschamps (1801-1865), député de l'Orne de 1860 à 1865, est mort au château de la Motte-Lézeau.
- Émile Buffon (1889-1944), maire de Joué-du-Plain et résistant exécuté.
- Jacques Foccart (1913-1997), responsable du groupe de résistants de Jacques Bachelier au château de la Motte.